# Ичкеринское наибство
Ичкеринское наибство — административная единица Северо-Кавказского имамата, и позже Российской империи, входило в число наибств Чеченской области.

## История
Название «Ичкерия», «Внутренняя земля» «Чоьхара мохк» отражал не всю общечеч. этнограф, карту, а только те регионы, которые традиционно входят в сообщность родоплеменного союза нохчмохкоевских родов — тейпов.

### Северо-Кавказский имамат
В годы Кавказской войны вся Чечня была разделена имамом Шамилем на особые округа, которые назывались наибствами. Каждым наибством, состоявшим из нескольких аулов, круглым числом около 1000 дворов, управлял наиб. Наибы назначались самим Шамилем и избирались из лиц, представленных общественностью имаму. При наибах состояли отряды мюридов, которые содержались за счет жителей наибств. Кадии (судьи, специалисты по исламскому праву) и старшины избирались народом, однако по представлению наибов и утверждались в своих должностях Шамилем. Все население мужского пола разделялось на десятки, члены которых были обязаны наблюдать за поведением друг друга и, в случае чего-либо подозрительного, от них требовалось сразу донести наибу округа.

### Российская империя
Как административная единица Ичкеринский округ имел административно-самостоят, значение в периодт. н. военно-народного управления в рамках административной системы, входящей в Терскую обл. Этот округ входил в реестр административных единиц с чеч. населением.
В дальнейшем при переходе к другой системе управления это деление было ликвидировано. Уже в новейшее время термин «Ичкерия» получил новое политизированное звучание.

## Крепости
- Новое Дарго (столица имамата)